# Domaine d'Arpatchiovo
Le domaine d'Arpatchiovo est un domaine situé dans la localité d'Arpatchiovo dans le raïon de Torjok de l'oblast de Tver, en Russie européenne. Il est inscrit la liste indicative du patrimoine mondial depuis février 2023.

## Histoire
Le domaine date du XVIIe siècle. Aujourd'hui, seuls l'église de Kazan et son clocher ont subsisté, bien que le clocher soit dans un état très vétuste. L'église et son clocher ont été érigé à la fin du XVIIIe siècle par Nikolaï Lvov, entre 1783 et 1791.

## Patrimonialité
L'édifice est classé dans la liste de l'héritage patrimonial de la Russie d'importance fédérale sous le no 691420182230006 depuis 1974. Le domaine fait partie du site intitulé « Centre-ville historique de Torjok et propriétés de campagne conçues par Nikolaï Lvov », inscrit par le gouvernement russe le 13 février 2023 sur la liste indicative du patrimoine mondial de l'Unesco,.